# Chocques
Chocques là một xã trong vùng Hauts-de-France, thuộc tỉnh Pas-de-Calais, quận Béthune, tổng Béthune-Nord. Tọa độ địa lý của xã là 50° 32' vĩ độ bắc, 02° 34' kinh độ đông. Chocques nằm trên độ cao trung bình là 27 mét trên mực nước biển, có điểm thấp nhất là 18 mét và điểm cao nhất là 70 mét. Xã có diện tích 7,95 km², dân số vào thời điểm 1999 là 2918 người; mật độ dân số là 367 người/km².

## Thông tin nhân khẩu
| 1962  | 1968  | 1975  | 1982  | 1990  | 1999  |
| ----- | ----- | ----- | ----- | ----- | ----- |
| 3.507 | 3.736 | 3.447 | 3.221 | 2.990 | 2.918 |